# Rio (Jan Eggum-album)
Rio är ett musikalbum med Jan Eggum. I sin karriär har Eggum spelat tillsammans med musiker som spelar olike genrer. 2014 drog Eggum till Rio de Janeiro för att få spela ihop med brasilianska musiker. Albumet Rio blev resultatet. Det gavs ut av skivbolaget Grappa Musikkforlag A/S i maj 2015 som LP och CD.

## Låtlista
1. "Et liv på vent" – 2:35
2. "Spor" – 4:05
3. "I regn og sol" – 3:46
4. "En annen" – 3:41
5. "Det er som du tar det" – 2:51
6. "Hallo" – 3:49
7. "I dette landet" – 2:56
8. "Skål for en fiende" – 3:01
9. "Stjerne" – 3:30
10. "Hvem er han?" – 3:22
11. "Min" – 3:55
12. "I alle år" – 3:23

- Alla låtar skrivna av Jan Eggum.

## Medverkande
Musiker
- Jan Eggum – sång, gitarr
- Sergio Chiavazzoli – gitarr, div. stränginstrument
- Mestrinho – dragspel
- Arthur Maia – basgitarr
- Jorginho Gomes – trummor, percussion
- Gustavo Di Dalva – percussion
- Diogo Gomes – trumpet
- Dag Arnesen – piano
- Tine Taule – körsång
- Hansakvartetten
  - Åsta Jørgensen – violin
  - Hilary Foster – violin
  - Helga Steen – viola
  - Walter Heim – cello

Produktion
- Geir Luedy Andersen – musikproducent, ljudtekniker
- Svein Erik Kvamsdal – musikproducent, ljudtekniker, foto
- William Luna jr. – ljudtekniker
- Peter Sæverud – ljudtekniker
- Leif Johansen – ljudtekniker
- Leo Magrao, Arthur Luna – assisterande ljudtekniker
- Erlend Fauske – ljudmix
- Alex Wharton – mastering
- iStockphoto – foto
- Mats Andersen – omslagsdesign, foto